# Bill Brandt
Bill Brandt (geboren Hermann Wilhelm Brandt (Hamburg, 2 mei 1904 – Londen, 20 december 1983) was een Britse fotograaf en fotojournalist. Hoewel geboren in Duitsland, verhuisde Brandt naar Engeland, waar hij bekend werd om zijn beelden van de Britse samenleving voor tijdschriften als Lilliput en Picture Post, later maakte hij vervormde naakten, portretten van beroemde kunstenaars en landschappen. Hij wordt algemeen beschouwd als een van de belangrijkste Britse fotografen van de 20e eeuw.

## Leven en werk

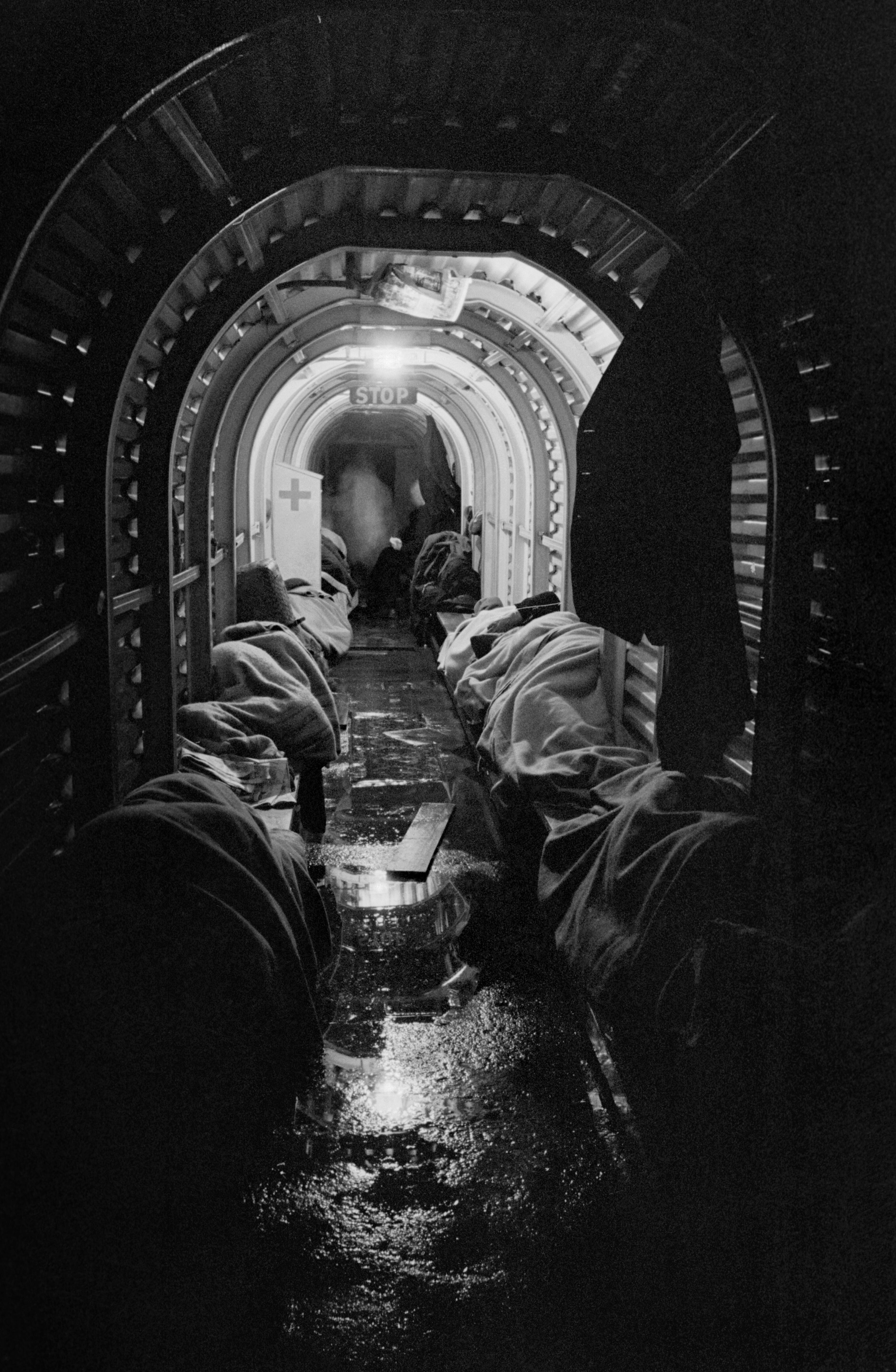
Schuilkelder in Londen (november 1940)

Brandt kwam uit een welgestelde familie met een Britse vader en een Duitse moeder. Op zijn zestiende kreeg hij tuberculose en heeft hij zes jaar gerevalideerd in een Zwitsers sanatorium. Hierna reisde Brandt naar Wenen om een psychoanalytische behandeling te volgen en verbleef hij bij de filantroop Eugenie Schwarzwald. In Wenen kreeg Brandt interesse in de fotografie en toen de dichter Ezra Pound op bezoek was bij Schwarzwald maakte Brandt een portret van hem. Het is naar alle waarschijnlijkheid Pound die Brandt introduceerde bij de kunstschilder en fotograaf Man Ray. Ray zou een grote invloed hebben op Brandt voor wie hij zelfs kort ging werken als assistent in zijn studio in Parijs. Na deze periode reisde Brandt door Europa samen met Eva Boros, met wie hij in 1932 zou trouwen in Barcelona. In deze periode begon Brandt ook met het experimenteren met nachtfotografie, iets wat nog niet veel was gedaan in die tijd.
In 1933 verhuisde Brandt naar Londen en begon hij alle lagen van de Britse samenleving vast te leggen, iets wat voor die tijd nog ongewoon was. Van dit werk publiceerde Brandt twee boeken, The English at Home (1936) en A Night in London (1938). Ook leverde Brandt regelmatig bijdragen aan tijdschriften zoals Lilliput, Picture Post en Harper's Bazaar. Voor het uitbreken van de Tweede Wereldoorlog trok Brandt naar het industriële noorden van Engeland. Daar legde hij het leven van de mijnwerkers vast.
Gedurende de Tweede Wereldoorlog maakte Brandt, op eigen initiatief, in twee verschillende sets een serie van foto's van de Blackout. In opdracht van het Ministry of Information maakte Brandt een reportage van de mensen in de schuilkelders gedurende 'The Blitz'. Foto's die werden gebruikt om de Amerikanen te overtuigen deel te nemen aan de oorlog.
In 1948 publiceerde Brandt, Camera in London. Hieruit blijkt zijn interesse voor diverse onderwerpen maar blonk hij het meeste uit in portretten en landschappen. 
Hoewel hij in de jaren dertig en veertig al experimenteerde met naaktfotografie begon hij na de oorlog met een langdurige exploratie van het vrouwelijk naakt, waarbij hij het lichaam vervormde en transformeerde door middel van de hoek en het frame van de cameralens.
In 1955 nam Edward Steichen vier foto's van Brandt op in zijn vernieuwende en inmiddels wereldberoemde tentoonstelling The Family of Man.
Brandt, in 1968 bestempeld als een van 's werelds beste fotografen, leed meer dan veertig jaar lang aan diabetes en overleed na een kort ziekbed op 20 december 1983.

## Publicaties
- The English at Home, 1936
- A Night in London, 1938
- Camera in London, 1948
- Literary Britain, 1951
- Perspective of Nudes, 1961
- Shadow of Light, 1966